# Sista sekunden (album)
Sista sekunden är ett musikalbum av punk/hardcorebandet Sista sekunden som släpptes 2006. Släpptes även 2008 på LP och kassett. Skivan har sammanlagt tryckts i 2.500 exemplar.

## Låtarna på albumet
1. "Jag ger upp" - 1.40
2. "Dum i huvudet" - 1.36
3. "Du stal mitt liv" - 1.24
4. "Kompisdiet" - 0.59
5. "Sen igen" - 1.31
6. "D.I.WE." - 0.55
7. "Gammal hardcore" - 1.22
8. "Vi och dom" - 1.51
9. "Omgång" - 1.33
10. "På väg" - 1.25
11. "Såpakändis" - 1.33
12. "Trist och tråkigt" - 1.26
13. "Tattoos är punk" - 1.28